# Laguna de Rocha (Uruguay)

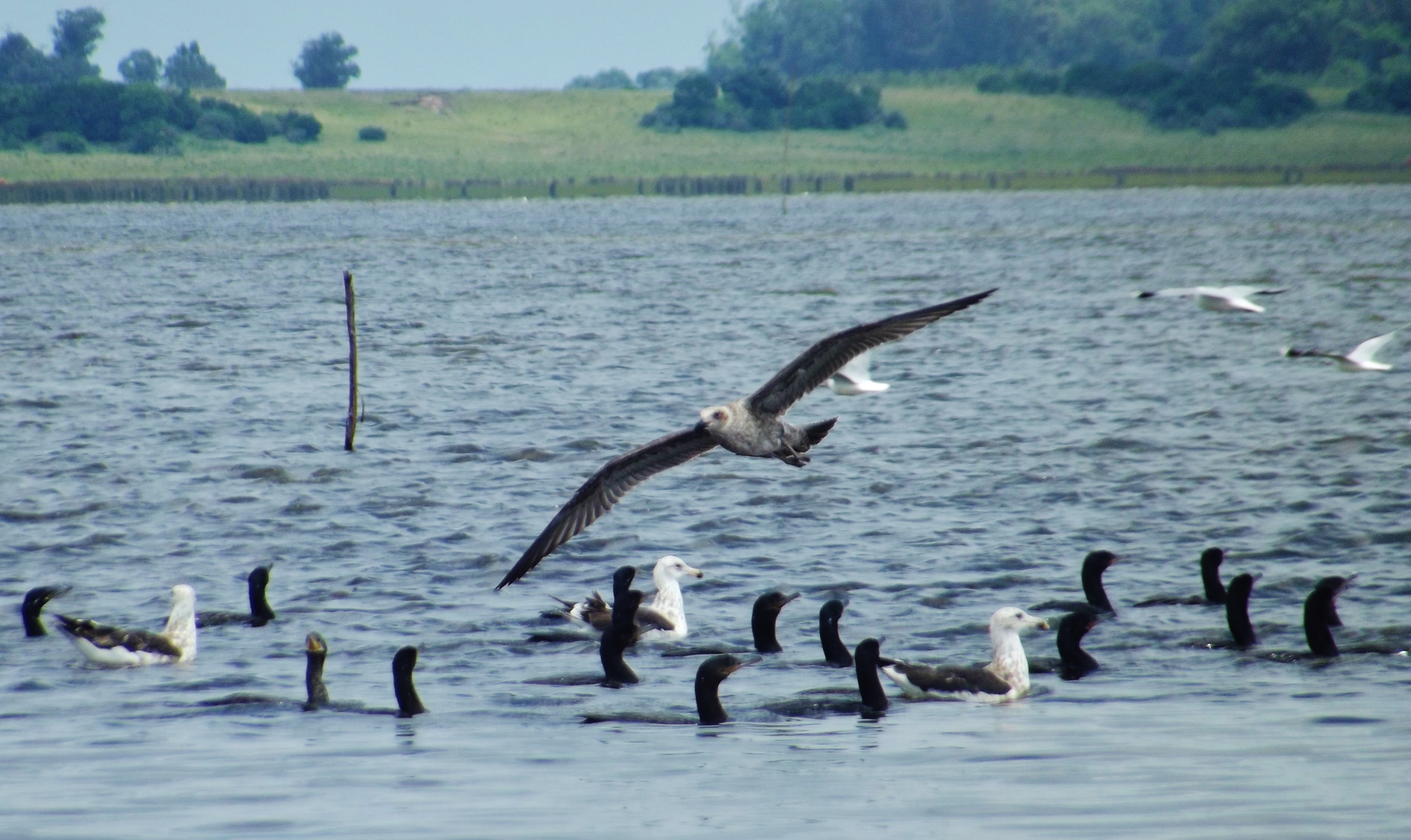
Vogelschutzgebiet Laguna de Rocha

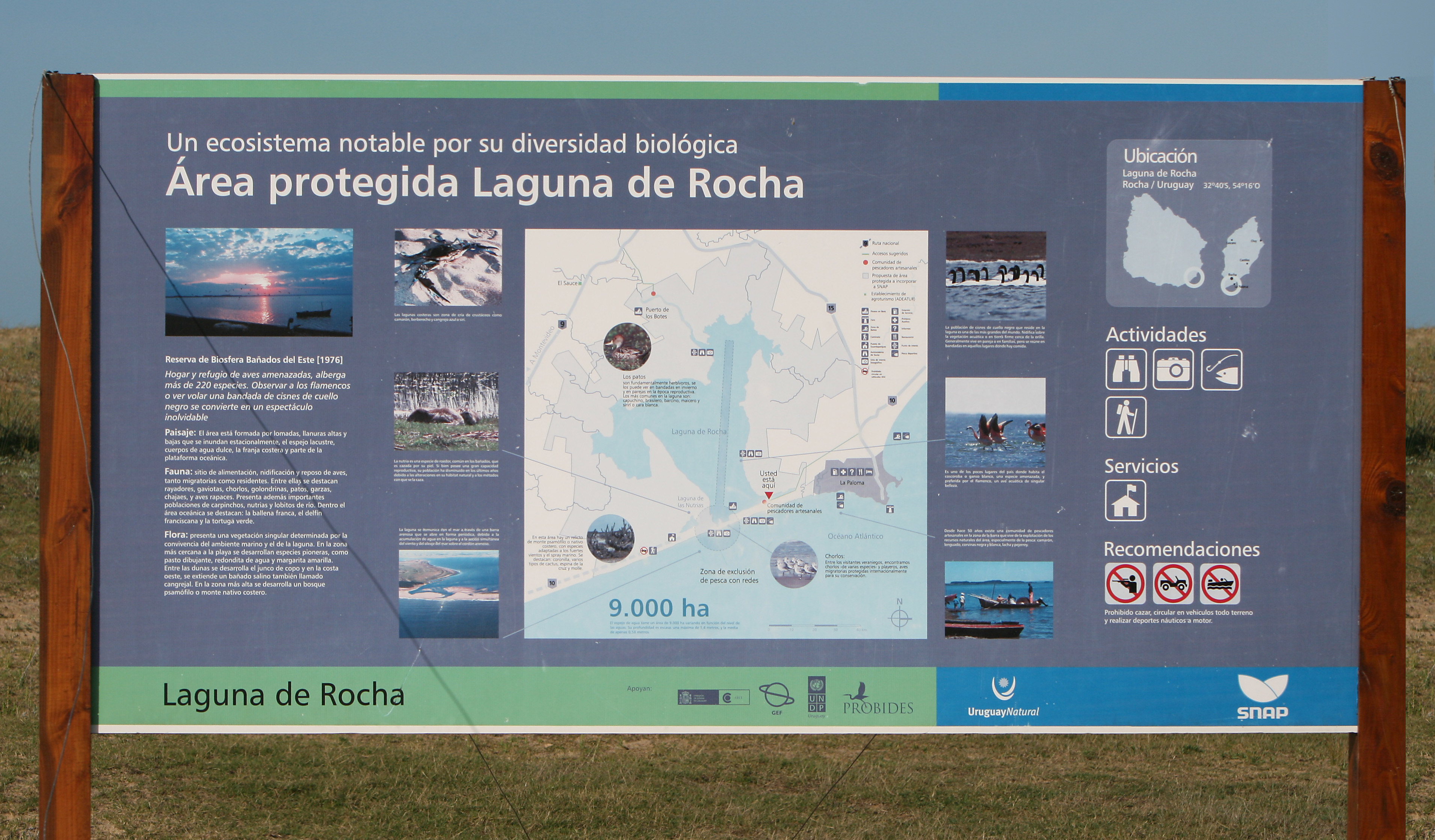
Infotafel zur Laguna de Rocha

Die Laguna de Rocha ist ein See in Uruguay.
Die Laguna de Rocha liegt im Südosten Uruguays auf dem Gebiet des Departamentos Rocha südlich der Stadt Rocha und der sich dort kreuzenden Ruta 9 und Ruta 15. Sie grenzt an die Atlantikküste. Vom Atlantik wird sie lediglich durch eine Sandbarriere getrennt. Östlich der Laguna de Rocha befinden sich beispielsweise La Paloma und La Pedrera. Die Fläche umfasst 72 Quadratkilometer. Die Wassertiefe beträgt bis zu maximal 1,4 Meter. Durchschnittlich ist sie jedoch lediglich 60 cm tief. Gespeist wird die Laguna de Rocha durch den im Departamento Maldonado entspringenden Arroyo de Rocha, die beiden sich im Unterlauf deutlich verbreiternden Arroyo de la Conchas und Arroyo de la Paloma, den Arroyo Sauce, den Arroyo Canelón, den Zanja Honda und den Zanja de los Noques. Der See beinhaltet zwei kleinere Inseln, die von Wasser- und Wattvöglen wie beispielsweise Möwen und Flamingos als Aufenthaltsort genutzt werden. Die größere der beiden Inseln ist in einer Art Delta geformt. Sie umfasst rund einen Hektar Fläche mit festerem Untergrund, während die andere deutlich kleinere Insel sumpfig ist.
Die Laguna de Rocha entstand durch die Erhöhung des Meereswasserspiegels. Ihr Salzgehalt ist erhöht. Dies ist einerseits auf Wellen des Atlantiks, andererseits aber auch auf menschliche Einflussnahme durch künstliche Dammbrüche zurückzuführen. Durch den Präsidentenerlass von Tabaré Vázquez vom 18. Februar 2010, wenige Tage vor dem Ende seiner Amtszeit, wurde die Laguna de Rocha unter Naturschutz gestellt. Sie ist seit 1976 Teil des UNESCO-Biosphärenreservats Bañados del Este und damit Teil des Programms „Der Mensch und die Biosphäre“ (MAB). Die Laguna de Rocha verfügt über einen großen Bestand an Fischen, Krebsen, Garnelen und Weichtieren. Sie bietet etwa 200 Arten von Brut- und Zugvögeln eine Nahrungsgrundlage. Beispielsweise finden sich dort die gefährdeten Vogelarten Chilenischer Flamingo, Olrogmöwe und Schwarzschwanz-Nonnentyrann (Xolmis dominicanus), aber auch Schwarzhalsschwan und Coscorobaschwan. Die Laguna ist daher ein Vogelschutzgebiet.
Über die Sandbank, welche die Laguna vom Meer trennt, verläuft die Ruta 10, die hier aber unterbrochen ist.